# 阿氏副牙脂鯉
阿氏副牙脂鯉（學名：Parodon apolinari），為輻鰭魚綱脂鯉目脂鯉亞目下口半脂鯉科的其中一個種，分布於南美洲奧里諾科河流域，體長可達9.3公分，棲息在河川底中層水域，生活習性不明。